# Łęczyn (Ukraina)
Łęczyn (ukr. Лінчин) – wieś na Ukrainie, w rejonie bereźneńskim obwodu rówieńskiego.